# Pterostenella
Pterostenella är ett släkte av koralldjur. Pterostenella ingår i familjen Primnoidae.
Kladogram enligt Catalogue of Life:
| Pterostenella | \| \| Pterostenella anatole \| \| \| \| \| \| Pterostenella plumatilis \| \| \| \| |
|               | \| \| Pterostenella anatole \| \| \| \| \| \| Pterostenella plumatilis \| \| \| \| |
|               | Pterostenella anatole                                                              |
|               |                                                                                    |
|               | Pterostenella plumatilis                                                           |
|               |                                                                                    |